# Melanchroiopsis acroleuca
Melanchroiopsis acroleuca är en fjärilsart som beskrevs av Dyar 1918. Melanchroiopsis acroleuca ingår i släktet Melanchroiopsis och familjen nattflyn. Inga underarter finns listade i Catalogue of Life.